# BREAKOUT/君は僕のもの
『BREAKOUT/君は僕のもの』（ブレイクアウト/きみはぼくのもの）は、Snow Manの11枚目のシングル。2024年7月31日にMENT RECORDINGからリリースされた。

## 概要
前作『LOVE TRIGGER/We'll go together』から約5か月ぶりのリリース。両A面シングルで初回盤A（CD+DVD）、初回盤B（CD+DVD）、通常盤（CDのみ）で発売された。発売決定の一報と同時に公開された新ビジュアルは、赤を基調とした「BREAKOUT」の世界観を踏襲したハードながらも華やかなスタイリングになっており、特にいつもの茶髪姿とは異なる阿部亮平の赤いメッシュかつサイドが編み込まれたヘアスタイルには「ビジュ優勝」「破壊力」などの歓喜の声が相次ぎ、X（旧Twitter）上では「赤メッシュ」がトレンド入りを果たした。また、ジャケット写真では初回盤Aで「エッジ」「ハード」「ストリート感」をテーマにした攻めのSnow Man、初回盤Bで「柔らかさ」「夏の休日」「爽やかさ」をテーマにした優しいSnow Manを表現。通常盤はその両方をバランス良く交えた構成になっている。
1つ目の表題曲、「BREAKOUT」は、メンバーのラウールが主演を務める映画『赤羽骨子のボディガード』の主題歌のために書き下ろされたロックテイストなナンバー。作品のストーリーにリンクした歌詞が散りばめられたエネルギッシュな楽曲で、メンバーはそれぞれの個性を活かした歌い方で楽曲のクールな一面と情熱的な一面を表現している。MVは映画の世界観とリンクさせた「9人のヒーロー」をテーマにしたパワフルな仕上がりとなっており、これまで披露してきたMVの中でも最高レベルに激しいダンスパフォーマンスが見どころで、佐久間は「がっつりダンスブレイクが入ってるので見てほしいです」と話す。振付は過去に「slow...」も手掛けたReiNaが担当。ラウールをセンターに据え、ヒップホップダンスをハードにフォーメーションチェンジしながらストイックに踊る全体シーン、それぞれがカラーの異なるシックな衣装で登場するソロシーン、ストリートテイストの衣装でのダンス&リップシンクシーンの3つのシーンから構成されており、初めての方法にもチャレンジしたという撮影には14時間以上が費やされ、メンバーは本当に12時間踊り続けたという。なお、2分14秒あたりで岩本がかなりの笑顔で踊っているのは、間奏では位置を守って踊ることになっていたにもかかわらず、ラウールがフリーダンスモードに突入する姿を目撃してしまったからであることを本人がのちにラジオ番組『Snow Manの素のまんま』で明かしている。MVは6月19日22時にYouTubeチャンネルにてプレミア公開されたが、公開直前にはラウール本人がチャット欄に「俺もプレミア公開一緒に見るよ！」と書き込み盛り上げた。公開後「人気急上昇中の音楽」1位をキープし、翌日20時時点で360万回再生を突破。グローバルチャートでも6月20日付のデイリーミュージックビデオランキングで1位を獲得し、1日だけだが世界一視聴されたMVとなった。公開からわずか6日間でグループ史上最速2000万回再生を達成し、7月3日時点で3700万回再生を超えた。燃え盛る炎や氷の柱など、ソロシーンでの9人それぞれの異能やヒーロー属性をあらわすようなVFXエフェクトは、公開後SNSでも大きな話題となった。7月31日にはダンスプラクティス動画も公開された。
2つ目の表題曲、「君は僕のもの」は、メンバーの渡辺翔太が主演を務めるテレビ朝日系列オシドラサタデーで放送されるドラマ『青島くんはいじわる』の主題歌で、明るい王道ラブソング。恋心に気づいた時の気持ちを歌う、夏のキラキラした情景が浮かぶような楽曲となっている。渡辺が多くの候補曲の中から本楽曲を選んでメンバーに提案したところ、「これはいいね！」と採用が決定。歌詞にも渡辺の希望で「いじわる」というワードが入れられており、〈いじわるだね〉という部分は渡辺自らが歌唱している。また、デモを聴いている現場に松本潤がいたため試聴してもらい、アレンジやメロディにアドバイスをもらったことでよりラブソング感が増したという。音源は6月8日放送の『東京タワー』内で放送された第1弾ティザー映像で初公開された。MVではまるでSnow Manの夏の休日を覗き見しているような視点で進み、海辺のコテージの部屋でリラックスして過ごしたり、料理をしたり鉄砲で遊んだり、庭でバーベキューや焚き火を楽しむメンバーの様子が、スマートフォンや一眼レフ、8mmカメラなどメンバー自ら撮影した写真や映像も使用されながら描かれる。冒頭は渡辺のライブ配信映像から始まっているが、これは実際に渡辺が5月31日の朝早くに自身のInstagramアカウントにて行った配信内容とリンクしている（発案者はラウール）。この時はこれからオフでメンバー全員で海の近くでバーベキューをするため、内緒で隠しカメラを仕掛けたと説明していた。オフにしてはヘアメイクがされていたり、服装が衣装っぽかったため、番組やYouTube企画ではないかと推察するファンの声もあったが、普段のグループイメージから本当にオフだと受け入れた人間も多数いたという。そして最後も渡辺のインスタライブに全員が登場して締めることで、MV内の出来事をより日常にあるものとして感じさせる演出になっている。YouTube Ver.のMVが6月26日22時からYouTubeでプレミア公開され、こちらも公開直前にチャット欄に渡辺本人から「どうも！しょっぴーです！みんな〜君は僕のもののMV始まるよ！」と書き込み、ファンを盛り上げた。7月2日にはメンバーが分かれてMVの中の小道具を使ってTikTokでダンスを踊る動画が、7月18日には渡辺が「おっし！じゃ、回しちゃお」と録画ボタンを押すところからスタートする笑顔満載のパフォーマンス動画も公開された。振付はLOVEソングにちなみ、"L" のポーズが多く入れられている。
テレビでは「BREAKOUT」が7月3日放送の『2024 FNS歌謡祭 夏』で、「君は僕のもの」が7月6日放送の『THE MUSIC DAY 2024』で初披露された。『2024FNS歌謡祭 夏』は出演直前にラウールが腰を痛めてしまうアクシデントがあったが、楽曲の〈大切なものを守り抜く決意〉というメッセージとリンクするかのように、体をあまり大きく動かすことのできないラウールの代わりに8人が一層大きな動きをし、ラウール本人も表情や歌声、手振りなどできる範囲で気迫を伝えるパフォーマンスを見せた。この姿に「#ラウール」などのワードがトレンドに挙がり、ファンからも「全力で末っ子守ってた！」「ラウちゃん辛いのにありがとう！」と多くの声が寄せられた。
8月2日には「【「BREAKOUT/君は僕のもの」発売記念】不可能を可能にせよ!!」と題した動画がYouTubeで公開された。

## 特典
初回盤A、初回盤B、通常盤初回仕様にはスリーブ仕様に加え、形態別全3種類の特典動画が視聴できるシリアルナンバーを封入（通常盤初回仕様にはフォトブックも付属）。 
- CD購入者特典[43]
  - 初回盤A：“僕は君のもの”お守りキーホルダー3個セット（岩本照・深澤辰哉・ラウール）
  - 初回盤B：“僕は君のもの”お守りキーホルダー3個セット（渡辺翔太・向井康二・阿部亮平）
  - 通常盤：“僕は君のもの”お守りキーホルダー3個セット（目黒蓮・宮舘涼太・佐久間大介）

## 収録内容
クレジット出典

### CD

#### 通常盤・初回盤A
※「ドレス&タキシード」以降、通常盤のみ収録。
1. BREAKOUT［3:02］
作詞：miwaflower、kosuke / 作曲：Chiaki Nagasawa、Dvii、Sorato、伊藤涼 / 編曲：Sorato
2. 君は僕のもの［4:15］
作詞：youth case / 作曲：youth case、Erik Lidbom / 編曲：Erik Lidbom
3. ドレス&タキシード［5:21］
作詞：katsuki.CF / 作曲・編曲：川口進
9人の王子様による甘い台詞やパートによって景色が変わる、テーマパークのような楽曲[45]。YouTubeでは「Rec Ver.」が公開された[45]。
4. What's your color?［3:45］
作詞：Mayu Wakisaka、Joshua Leung / 作曲：Joshua Leung、Mayu Wakisaka / 編曲：Joshua Leung
5. BREAKOUT（Instrumental）
6. 君は僕のもの（Instrumental）
7. ドレス&タキシード（Instrumental）
8. What's your color?（Instrumental）

#### 初回盤B
※『君は僕のもの/BREAKOUT』として発売
1. 君は僕のもの
2. BREAKOUT

### DVD

#### 初回盤A
- 「BREAKOUT」Music Video
- 「BREAKOUT」Music Video（Dance Ver.）
- 「BREAKOUT」マルチアングル映像
- Behind The Scenes

#### 初回盤B
- 「君は僕のもの」Music Video
- 「君は僕のもの」マルチアングル映像
- 2024チーム対抗スノ五輪

## チャート成績
オリコンでは発売初日（店着日）に83.4万枚を売り上げ、7月30日付「オリコンデイリーランキング」で1位となり、初日にして今年度シングル累積売上が『LOVE TRIGGER/We'll go together』に次ぐ2位を記録。今年度の累積売り上げの1位、2位をSnow Manが独占した。その後、売上枚数が7月31日付で12.3万枚、8月1日付で4.6万枚を記録したことで累積100.3万枚となり、3日間でミリオンを達成した。8月6日発表の「オリコン週間シングルランキング」（8月12日付）で初週売上106.7万枚を記録し、10作連続となる初登場1位を獲得。自身初の『LOVE TRIGGER/We'll go together』に続き、Snow Man単独で2作連続・通算2作目の初週ミリオンを達成し、男性アーティストとしても初の記録となった。また、8月8日発表の「オリコン週間合算シングルランキング」（8月12日付）でも107万4745PTで通算10作目の首位を獲得。通算2作の週間ミリオンポイント達成は、男性アーティストでは史上初となった。
Billboard JAPANにおいては、2024年7月29日から8月1日までの集計で累計売上枚数が1,025,635枚に到達し、ミリオンを突破。そして8月4日までの"Top Singles Sales"で初週売上1,088,373枚を記録し、首位を獲得した。Snow Manのシングルがミリオンを達成するのは、本作で9作目となる。また、"JAPAN Hot 100"でも「BREAKOUT」が首位を獲得した。
12月20日に発表された『第57回 オリコン年間ランキング2024』「作品別売上数部門」のシングルランキングで期間内売上113.3万枚で第2位にランクイン。同ランキングでの1位は「LOVE TRIGGER/We'll go together」で、2021年度に「Grandeur」と「HELLO HELLO」で記録して以来3年ぶりにSnow Manが1位と2位を独占した。